# جیمز باتچلور (بازیکن فوتبال)
جیمز باتچلور (انگلیسی: James Batchelor؛ 1895 – ۱۹۵۱ (۵۵−۵۶ سال)) بازیکن فوتبال اهل بریتانیا بود.
از باشگاه‌هایی که در آن بازی کرده‌است می‌توان به باشگاه فوتبال چتم، باشگاه فوتبال گیلینگام، و باشگاه فوتبال برنتفورد اشاره کرد.